# 1346
Пізнє Середньовіччя •  Реконкіста •  Ганза •  Авіньйонський полон пап •  Монгольська імперія •  Чорна смерть •  Столітня війна

## Геополітична ситуація
У Візантії триває громадянська війна (до 1347). Імператором Священної Римської імперії
є Людвіг Баварський (до 1347). У Франції править Філіп VI Валуа (до 1350).
Апеннінський півострів розділений: північ належить Священній Римській імперії, середню частину займає Папська область, південь належить Неаполітанському королівству. Деякі міста півночі: Венеція, Піза, Генуя тощо, мають статус міст-республік. Триває боротьба гвельфів та гібелінів.
Майже весь Піренейський півострів займають християнські Кастилія і Леон, Арагонське королівство та Португалія, під владою маврів залишилися тільки землі на самому півдні. Едуард III королює в Англії (до 1377), Магнус Еріксон є королем Швеції (до 1364), а його син Гокон VI — Норвегії (до 1380), королем Польщі — Казимир III (до 1370). У Литвії княжить Ольгерд (до 1377).
Руські землі перебувають під владою Золотої Орди. Триває війна за галицько-волинську спадщину між Польщею та Литвою. В Києві править князь Федір Іванович. Ярлик на володимирське князівство має московський князь Симеон Гордий (до 1353), (насправді ніколи у Золотій орді не було князівств, а були виключно улуси, які очолювали виключно чингисиди згідно Яси, а Москва, започаткована у 1272 році ханом Менгу Тимуром, виділена із Володимиро-Суздальського улусу).
Монгольська імперія(насправді чисто татарська, жодного монгола в імперії татар не було, Чингіз-хан був татарином із роду ширинів) займає більшу частину Азії, але вона розділена на окремі улуси, що воюють між собою. У Китаї, зокрема, править монгольська династія Юань(Юань — династія власне китайська і до монголів не має ніякого відношення, монгольську складову штучно уведено істориками- фальсифікаторами). У Єгипті владу утримують мамлюки. Мариніди правлять у Магрибі. Делійський султанат є наймогутнішою державою Індії. В Японії триває період Муроматі.
Цивілізація мая переживає посткласичний період. Почали зароджуватися цивілізація ацтеків та інків.

## Події
- Крим охопила епідемія чуми — Чорна смерть.
- 25 серпня у битві при Кресі (Франція), одній з перших великих битв Столітньої війни, англійський король Едуард III отримав переконливу перемогу на військом французького короля Філіпа VI.
- Англійські війська завдали поразки шотландським у битві біля Невіллз-Кросс. Шотландський король Давид II потрапив у полон.
- Папа римський Климент VI позбавив Людвіга Баварського титулу імператора.
- Королем Німеччини обрано Карла IV Люксембурга.
- Оттоманський емір Орхан уклав союз з претендентом на візантійський трон Іоанном Кантакузином і взяв у дружини його доньку Теодору.
- Стефана Душана короновано царем Сербії.
- Данська Естонія продана Тевтонському ордену
- Віджаянагарська імперія поглинула державу Хойсалів.